# Trzeboń
Trzeboń (cz. Třeboňⓘ, niem. Wittingau) – miasto w południowo-zachodnich Czechach, w kraju południowoczeskim, w powiecie Jindřichův Hradec. Jest ośrodkiem starego i największego w kraju regionu gospodarki stawowej, siedzibą dyrekcji Obszaru Chronionego Krajobrazu Třeboňsko i browaru "Regent" oraz uzdrowiskiem. Według danych z 31 grudnia 2003 powierzchnia miasta wynosiła 9832 ha, a liczba jego mieszkańców 8862 osób.

## Położenie
Trzeboń leży na równinnym, lokalnie podmokłym terenie w południowo-zachodniej części Wyżyny Czeskomorawskiej, w centrum Kotliny Trzebońskiej, ok. 20 km na wschód od Czeskich Budziejowic i ok. 25 km na południowy zachód od powiatowego Jindřichův Hradca. Centrum zabudowy miejskiej położone jest ok. 4,5 km na zachód od rzeki Lužnice. Stare miasto w granicach dawnych murów obronnych oblewa od wschodu najważniejszy kanał tej części Kotliny Trzebońskiej, Zlatá stoka, zaś od południa sięga pod nie wielki staw Svět.

## Historia
Trzeboń była wzmiankowana po raz pierwszy w 1262 r. jako osada handlowa, usytuowana wśród rozległych mokradeł. Leżała w dobrach panów z Landštejnu – jednej z gałęzi możnego rodu Vitkovców. Już pod koniec XIII w. otaczał ją ciąg miejskich umocnień, a w 1341 r. występowała już jako miasto. Od połowy XIV w. w miejscu dzisiejszego zamku istniał już pierwszy zameczek Landštejnów otoczony fosami (czes. Vodní hrad). W 1366 roku odziedziczyli go Rožmberkowie. Dzięki nim Trzeboń uzyskała przywileje takie, jakie przysługiwały miastom królewskim: możliwość budowy kamiennych murów z fosami, prawo organizowania targów i corocznych jarmarków oraz wolny import soli. Powstał klasztor, przytułek miejski („szpital”) i browar.
W 1479 roku władzę nad majątkiem Rožmberków objął Vok z Rožmberka, który wybrał Trzeboń na swoją siedzibę. W następnych dziesięcioleciach znaczenie miasta wzrosło, gdy w jego okolicy rozpoczęto budowę systemu stawów rybnych i zasilających je kanałów, w tym opływającego miasto od wschodu kanału Zlatá stoka (1508-1518) oraz podchodzącego od południa ku murom miejskim wielkiego stawu Svět (1571-1574). W tym czasie zaczęto intensywnie rozwijać też gospodarkę rybacką. W 1562 r. nawiedził Trzeboń wielki pożar. Spłonęło podczas niego czterdzieści osiem domów i część zespołu zamkowego. Po nim odbudowa miasta i zamku odbywała się już zgodnie z wzorcami architektury renesansowej.
Kiedy w 1592 roku Wilhelm z Rožmberku zmarł bezdzietnie, majątek przeszedł na jego młodszego brata, Petra Voka z Rožmberku. Zasłużył się on w rozbudowie miasta i zamku. Po jego śmierci w 1611 r. majątek przeszedł w ręce umownych spadkobierców, ewangelickich Švamberków, zaś po bitwie na Białej Górze (1620) w ręce katolickich Habsburgów. Samo miasto broniło się do 1622 r., kapitulując ostatecznie na skutek wyczerpania się zapasów żywności. W 1660 roku w jego posiadanie weszła zasłużona, starodawna niemiecka rodzina Schwarzenbergów, dla której Trzeboń stała się zaczątkiem budowy rozległego systemu majątków w Czechach. Władała ona okolicznymi majątkami i zamkiem aż do przeprowadzenia na początku lat 20. XX w. w nowo powstałej Czechosłowacji reform rolnych.
W mieście znajduje się m.in. wspomniany wyżej zamek Trzeboń i duży park zamkowy. Miasto Trzeboń i park zamkowy odwiedził w 1919 i 1925 roku pierwszy czechosłowacki prezydent Tomáš Garrigue Masaryk.

## Demografia
| Rok             | 1970 | 1980 | 1991 | 2001 | 2003 |
| --------------- | ---- | ---- | ---- | ---- | ---- |
| Liczba ludności | 7828 | 8850 | 9052 | 9016 | 8862 |

Źródło: Czeski Urząd Statystyczny

## Miasta partnerskie
- Interlaken
- Schrems